# Seattle SuperSonics 1967-1968
La stagione 1967-68 dei Seattle SuperSonics fu la 1ª nella NBA per la franchigia.
I Seattle SuperSonics arrivarono quinti nella Western Division con un record di 23-59, non qualificandosi per i play-off.

## Roster
| N° | Naz.                   | Ruolo | Sportivo      | Anno | Alt. | Peso |
| -- | ---------------------- | ----- | ------------- | ---- | ---- | ---- |
| 10 | Stati Uniti (bandiera) | AC    | Henry Akin    | 1944 | 208  | 102  |
| 11 | Stati Uniti (bandiera) | G     | Tommy Kron    | 1943 | 196  | 91   |
| 12 | Stati Uniti (bandiera) | G     | Bob Weiss     | 1942 | 188  | 82   |
| 14 | Stati Uniti (bandiera) | A     | Tom Meschery  | 1938 | 198  | 98   |
| 15 | Stati Uniti (bandiera) | C     | George Wilson | 1942 | 203  | 102  |
| 24 | Stati Uniti (bandiera) | AC    | Bud Olsen     | 1940 | 203  | 100  |
| 33 | Stati Uniti (bandiera) | A     | Al Tucker     | 1943 | 203  | 86   |
| 41 | Stati Uniti (bandiera) | AC    | Dorie Murrey  | 1943 | 203  | 98   |
| 42 | Stati Uniti (bandiera) | G     | Walt Hazzard  | 1942 | 188  | 84   |
| 43 | Stati Uniti (bandiera) | GA    | Plummer Lott  | 1945 | 196  | 95   |
| 44 | Stati Uniti (bandiera) | G     | Rod Thorn     | 1941 | 193  | 88   |
| 45 | Stati Uniti (bandiera) | AC    | Bob Rule      | 1944 | 206  | 100  |

## Staff tecnico
- Allenatore: Al Bianchi